# Sur les frontières
Sur les frontières est un album de bande dessinée de la série Valérian, écrite par Pierre Christin et dessinée par Jean-Claude Mézières.
Il s'agit du premier album de la deuxième partie de la série : Galaxity n'existe plus.

## Synopsis
Sur un paquebot inter-galactique, Kistna, extra-terrestre aux pouvoirs étonnants, croyait être la dernière de sa race. Elle y rencontre Jal qui semble de la même race. Sur le point de s'accoupler, elle découvre que Jal est un terrien dont le but est de lui voler ses pouvoirs. Il s'enfuit sur une barge spatiale vers la Terre. 
Valérian et Laureline y endossent le rôle d'agents secrets pour le compte de plusieurs pays du monde — URSS, États-Unis. Alors que Laureline et M. Albert l'attendent en Laponie, Valérian répare une centrale nucléaire sabotée en Russie puis ils se retrouvent deux jours plus tard dans un oasis du Sahara Tunisien pour désamorcer une mine atomique cachée dans un marabout. Il repartent quelque-part à la frontière entre les États-Unis et le Mexique pour une affaire de chantage au plutonium. Quelque chose semble lier les opérations nucléaires dont ils sont témoins. Jal tire les ficelles pour obtenir un nouveau cataclysme nucléaire afin de réhabiliter Galaxity.
Laureline tente de séduire Jal qui utilise ses pouvoirs pour amasser de l'argent dans les casinos de Hong-Kong. Mais il découvre le Tüm-tüm de Lüm que porte Laureline et la kidnappe. A Inverloch, Valérian récupère le Tüm-tüm de Lüm et y découvre la photo de Jal, un agent spatio-temporel de Galaxity qu'il a bien connu. Utilisant son vaisseau, Valérian se matérialise en Chine où l'attend Jal et Laureline son otage. Il réussissent à l'affaiblir et Jal perd ses pouvoirs. 
Rendus sur Point Central, avec l'aide tarifée des Shingouz, il laissent Jal dans l'ancienne cellule terrestre abandonnée.